# Моїо-де-Кальві
Моїо-де-Кальві (італ. Moio de' Calvi) — муніципалітет в Італії, у регіоні Ломбардія,  провінція Бергамо.
Моїо-де-Кальві розташоване на відстані близько 510 км на північний захід від Рима, 70 км на північний схід від Мілана, 29 км на північ від Бергамо.
Населення — 223 особи (2014).
Щорічний фестиваль відбувається 14 травня. Покровитель — San Mattia.

## Демографія
Населення за роками:

Станом на 1 січня 2023 року в муніципалітеті офіційно проживало 7 іноземців з 3 країн, серед них 3 громадяни країн Євросоюзу.

## Сусідні муніципалітети
- Ізола-ді-Фондра
- Ленна
- П'яццаторре
- П'яццоло
- Ронкобелло
- Вальнегра